# Eriocnemis cupreoventris
Eriocnemis cupreoventris là một loài chim trong họ Trochilidae.
Loài chim này được tìm thấy ở Colombia và Venezuela. Môi trường sống tự nhiên của chúng là rừng núi ẩm nhiệt đới hoặc cận nhiệt đới và cận nhiệt đới hoặc cận nhiệt đới trên cao đồng cỏ. Loài này bị đe dọa do mất môi trường sống.